# Beijerlands Initiatief
Beijerlands Initiatief (afgekort als BINT) was een lokale politieke partij die deelnam in de gemeenteraad van de Zuid-Hollandse gemeente Oud-Beijerland.

## Geschiedenis
De partij werd eind 1997 opgericht door een aantal verontruste Oud-Beijerlanders. Na de eerste gemeenteverkiezing in 1998 behaalde de partij meteen al een groot aantal zetels. BINT was van 1998 tot 2019 in de gemeenteraad vertegenwoordigd.